# Anthyllis barba-jovis
Anthyllis barba-jovis L. (barba de Júpiter o barbajove) es una especie  perteneciente a la familia Fabaceae.

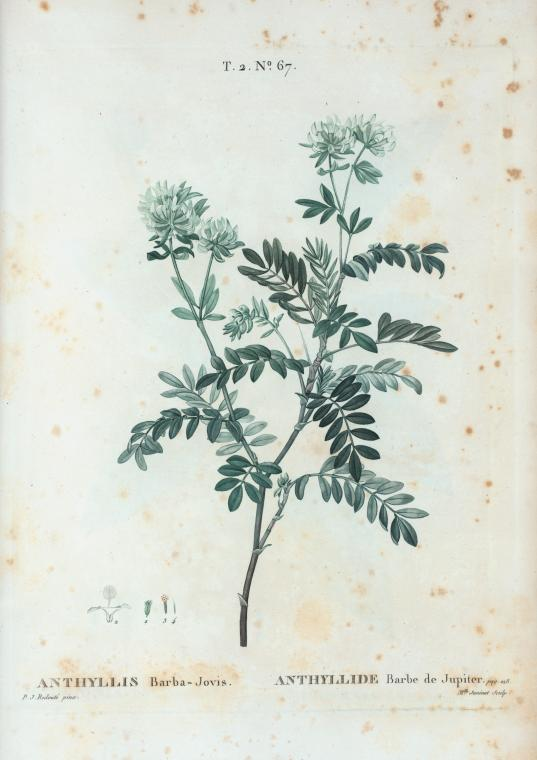
Ilustración

## Descripción
Es un arbusto, no espinoso. Tallos y ramas fuertemente leñosas. Ramas jóvenes poco lignificadas verdosas. Flores de color blanco crema, agrupadas en número superior a 10 en capítulos terminales. Hojas imparipinnadas, con raquis villoso sedoso, con pelos blancos muy cortos. Cáliz de 4-6 mm, tubular, poco inflado, cubierto de pelos brillantes. Corola amariposada muy pequeña. El fruto es una pequeña legumbre recta con una sola semilla en su interior. Florece en primavera, verano  y fructifica en verano.

## Hábitat
Matorrales y roquedos litorales, en zonas expuestas a la humedad marina.

## Distribución
Mediterráneo occidental. En España es escasa. Se conocen algunas poblaciones en Cataluña. En África en Argelia y Túnez.

## Taxonomía
Anthyllis barba-jovis fue descrita por Carlos Linneo y publicado en Species Plantarum 2: 720. 1753.
Etimología
Anthyllis: nombre genérico que provine del griego antiguo anthyllís = "planta florida"; anthýllion = "florecilla"; de anthos = "flor"). El género fue establecido por Rivinus y revalidado por Linneo para plantas que nada tienen que ver con las dichas; aunque ya Dodonaeus y Lobelius incluían entre sus Anthyllis plantas de las que hoy llamamos así.
Sinónimos
- Anthyllis anterophylla[5]

Nombre común
- Castellano: anthyllis maior, barbajove.[5]